# Hinge Sogn
Hinge Sogn er et sogn i Ikast-Brande Provsti (Viborg Stift).
I 1800-tallet var Vinderslev Sogn anneks til Hinge Sogn. Begge sogne hørte til Lysgård Herred i Viborg Amt. De udgjorde Hinge-Vinderslev sognekommune, men senere blev de to selvstændige sognekommuner. Ved kommunalreformen i 1970 blev de begge indlemmet i Kjellerup Kommune, som ved strukturreformen i 2007 indgik i Silkeborg Kommune.
I Hinge Sogn ligger Hinge Kirke.
I sognet findes følgende autoriserede stednavne:
- Astrup (bebyggelse, ejerlav)
- Drejergårde (bebyggelse)
- Frausing (bebyggelse, ejerlav)
- Hedehuse (bebyggelse)
- Hinge (bebyggelse, ejerlav)
- Hinge Hede (bebyggelse)
- Hinge Mark (bebyggelse)
- Hinge Skov (bebyggelse)
- Hinge Sø (vandareal)
- Hinge Søfald (bebyggelse)
- Hingeballe (bebyggelse)
- Højvang (bebyggelse)
- Nørskovlund (bebyggelse)
- Tanghus (bebyggelse)